# NGC 5394
NGC 5394 је спирална галаксија у сазвежђу Ловачки пси која се налази на NGC листи објеката дубоког неба.
Деклинација објекта је + 37° 27' 13" а ректасцензија 13h 58m 33,7s. Привидна величина (магнитуда) објекта NGC 5394 износи 12,9 а фотографска магнитуда 13,7. NGC 5394 је још познат и под ознакама UGC 8898, MCG 6-31-33, CGCG 191-24, IRAS 13564+3741, KCPG 404A, VV 48, ARP 84, KUG 1356+376A, Z 1356.4+3742, PGC 49739.